# Marc-Édouard Vlasic
Marc-Édouard Vlasic (Montreal, Quebec, 30 de marzo de 1987), apodado Pickles o Eddie, es un jugador profesional canadiense de hockey sobre hielo que se desempeña en la posición de defensor izquierdo en San Jose Sharks, equipo de la National Hockey League (NHL).

## Carrera
Fue seleccionado en la segunda ronda en la NHL Entry Draft de 2005. En 2006 hizo su debut profesional con el equipo San Jose Sharks, donde lleva jugando 18 temporadas.